# Ligament radié du carpe
Le ligament radié du carpe (ou grand ligament rayonné du carpe) est un groupe d'environ sept bandes fibreuses qui divergent dans toutes les directions à partir de la surface palmaire de l'os capitatum. Les fibres ligamentaires se terminent sur les faces palmaires de l'ensemble des os du carpe et du métacarpe à l'exception de l'os pisiforme, de l'os lunatum et du 1er et 5ème métacarpe.
Il contribue à la stabilité de l'articulation médio-carpienne.